# Mladé Buky
Mladé Buky (in tedesco Jungbuch) è un comune mercato della Repubblica Ceca facente parte del distretto di Trutnov, nella regione di Hradec Králové.